# Kirsten Walther
Kirsten Walther (ur. 31 sierpnia 1933 w Kopenhadze, zm. 19 lutego 1987) – duńska aktorka.

## Życiorys
Kirsten Walther po zakończeniu szkoły aktorskiej w 1953 zadebiutowała na deskach kopenhaskich teatrów. Oprócz kariery filmowej (38 filmów) wystąpiła też w duńskich serialach telewizyjnych: „Smuglerne” (1970) oraz „Huset på Christianshavn” (1970–1977).
W Polsce kojarzona jest głównie z rolą Yvonne Jensen w serii komedii kryminalnych Gang Olsena. Wykreowała charakterystyczną postać: żona Kjelda Jensena to jęcząca gaduła, ciągle zrzędząca na swój los i jej rodziny, obwiniająca Egona za wszelkie błędy życiowe męża, podburzająca swojego męża przeciw szefowi gangu. W roli Yvonne wystąpiła aż 13 razy. W Danii seria Gang Olsena stała się częścią kultury narodowej, cytaty (i przekleństwa) z filmów weszły do codziennego języka duńskiego, a niektóre cytaty można usłyszeć nawet w Polsce np. powiedzenie Benny'ego: "Klawo jak cholera".
Zmarła niespodziewanie w wieku 53 lat z powodu niewydolności serca.

## Filmografia
- Kispus – 1956
- Tre piger fra Jylland – 1957
- De sjove år – 1959
- Frihedens pris – 1960
- Ullabella – 1961
- Paradis retur – 1964
- Selvmordsskolen – 1964
- Landmandsliv – 1965
- Jeg er sgu min egen – 1967
- Min kones ferie – 1967
- Far laver sovsen – 1967
- I den grønne skov – 1968
- Det var en lørdag aften – 1968
- Gang Olsena – 1968
- Mordskab – 1969
- Helle for Lykke – 1969
- Ta' lidt solskin – 1969
- Gang Olsena w potrzasku – 1969
- Det er nat med fru Knudsen – 1971
- Ballade på Christianshavn – 1971
- Gang Olsena jedzie do Jutlandii – 1971
- Wielki skok gangu Olsena – 1972
- Gang Olsena w amoku – 1973
- På'en igen Amalie – 1973
- Ostatni skok gangu Olsena – 1974
- Gang Olsena na torach – 1975
- Piger i trøjen – 1975
- Familien Gyldenkål – 1975
- Spøgelsestoget – 1976
- Gang Olsena wpada w szał – 1976
- Familien Gyldenkål sprænger banken – 1976
- Familien Gyldenkål vinder valget – 1977
- Gang Olsena znowu w akcji – 1977
- Pas på ryggen, professor – 1977
- Gang Olsena idzie na wojnę – 1978
- Gang Olsena nigdy się nie poddaje – 1979
- Gang Olsena daje dyla – 1981
- Gang Olsena: Paryski plan – 1981